# Албург (Нидерланды)
Албург (нидерл. Aalburg) — бывшая община в Нидерландах. 1 января 2019 года объединена с общинами Веркендам и Ваудрихем в новую общину Альтена.
Община Албюрг расположена в южной части Нидерландов, на севере провинции Северный Брабант. Площадь её составляет 53,16 км², из которых 2,73 км² приходится на водную поверхность. Население равно 12.684 человекам, до 90 % которого — католики.
Община разделена на 8 районов: Бабилониенбрук, Дронгелен, Этен, Гендерен, Меувен, Спейк, Вен и Вейк-эн-Албюрг. В последнем находится ратуша и заседает правление общины. Образована она была в 1973 году путём объединения общин Вейк-эн-Албюрг, Вен и Этен.